# 아황산 수소 나트륨
아황산 수소 나트륨(Sodium bisulfite) 또는 중아황산나트륨은 대략적인 화학식 NaHSO3을 갖는 화학 혼합물이다. 실제로 중아황산나트륨은 실제 화합물이 아니라 물에 용해되어 나트륨과 중아황산 이온으로 구성된 용액을 생성하는 염의 혼합물이다. 이산화황 냄새가 나는 흰색 또는 황백색 결정의 형태로 나타난다. 불분명한 특성에도 불구하고 중아황산나트륨은 식품 산업의 E 번호 E222인 식품 첨가물, 화장품 산업의 환원제, 표백 산업에 사용되는 잔류 차아염소산염 분해제 등 다양한 산업에서 사용된다.

## 같이 보기
- 아황산

1. 1 2 3  NIOSH Pocket Guide to Chemical Hazards. “#0561”. 미국 국립 직업안전위생연구소 (NIOSH).